# Мадани
Мадани (каз. Мәдени) — село в Толебийском районе Туркестанской области Казахстана. Административный центр Жогаргы Аксусского сельского округа. Код КАТО — 515845100.

## Население
В 1999 году население села составляло 1370 человек (673 мужчины и 697 женщин). По данным переписи 2009 года, в селе проживали 1294 человека (639 мужчин и 655 женщин).